# Wurtemberg-Hohenzollern
Wurtemberg-Hohenzollern (en alemán: Württemberg-Hohenzollern) fue un Estado histórico de la Alemania Occidental. Fue creado en 1945 como parte de la zona de ocupación francesa. Su capital fue Tubinga. En 1952 fue fusionado en el nuevo Estado federado de Baden-Wurtemberg.

## Historia
Wurtemberg-Hohenzollern no debe ser confundido con el Gau de mayor tamaño, e igual nombre, que fue formado durante el Tercer Reich (1933-1945).
Wurtemberg-Hohenzollern consistía en la mitad sur del antiguo Wurtemberg y la región administrativa prusiana de Hohenzollern. La mitad norte de Wurtemberg se convirtió en el Estado de Wurtemberg-Baden bajo administración estadounidense. La división entre norte y sur fue establecida de tal modo que la Autobahn de conexión entre Karlsruhe y Múnich (en la actualidad A8) estuviera completamente contenida dentro de la zona americana.
El 18 de mayo de 1947 fue promulgada una nueva constitución y fue elegido el primer parlamento de Wurtemberg-Hohenzollern. Con la formación de la Alemania Occidental el 23 de mayo de 1949, Wurtemberg-Hohenzollern se unió a la República Federal.
El 24 de septiembre de 1950 se realizó un referéndum no vinculante en Wurtemberg-Hohenzollern, Wurtemberg-Baden y Baden en relación con una fusión de los tres Estados. El 16 de diciembre de 1951 se celebró un referéndum público. Los tres Estados fueron fusionados y el 25 de abril de 1952 fue formado el moderno Estado federado alemán de Baden-Wurtemberg.

## Escudo de armas
El escudo de armas utilizado fue el del Estado Libre Popular de Wurtemberg, de la República de Weimar.

## Lista de Ministros-Presidentes
1. 1945-1947: Carlo Schmid (SPD)
2. 1947-1948: Lorenz Bock (CDU)
3. 1948-1952: Gebhard Müller (CDU)

- Datos: Q262733